# Ушарал (Панфіловський район)
Ушара́л (каз. Үшарал) — село у складі Панфіловського району Жетисуської області Казахстану. Адміністративний центр Ушаральського сільського округу.
Населення — 4785 осіб (2021; 4194 у 2009, 4349 у 1999, 4278 у 1989).